# Gmina Wola Krzysztoporska
Gmina Wola Krzysztoporska là một gmina nông thôn (quận hành chính) ở hạt Piotrków, Łódź Voivodeship, ở miền trung Ba Lan.  Khu vực hành chính của nó là làng Wola Krzysztoporska, nằm khoảng 10 kilômét (6 mi) về phía tây nam của Piotrków Trybunalski và 50 km (31 mi)     về phía nam thủ phủ khu vực Łódź.
Gmina có diện tích 170,41 kilômét vuông (65,8 dặm vuông Anh) và tính đến năm 2006, tổng dân số của nó là 11,575 người.

## Làng
Gmina Wola Krzysztoporska bao gồm các làng và các khu định cư như Blizin, Bogdanów, Bogdanów-Kolonia, Borowa, Budków, Bujny, Dąbrówka, Gąski, Glina, Gomulin, Gomulin-Kolonia, Jezow, Kacprów, Kamienna, Kargał-Las, Kozierogi, Krężna, Krężna -Kolonia, Krzyżanów, Laski, Ludwików, Majków Duży, Mąkolice, Mąkolice-Kolonia, Miłaków, Moników, Mzurki, Oprzężów, Oprzężów-Kolonia, Parzniewice Duże, Parzniewice Nam, Parzniewiczki, Pawłów Dolny, Pawłów Gorny, Piaski, Piekarki, Piekary, Poraj, Praca, Radziątków, Rokszyce, Rokszyce Szkolne, Siomki, Stradzew, Wola Krzysztoporska, Wola Rokszycka, Woźniki, Woźniki-Kolonia, Wygoda và Żachta.

## Gminas lân cận
Gmina Wola Krzysztoporska giáp với thành phố Piotrków Trybunalski và với các gmina như Bełchatów, Drużbice, Grabica, Kamieńsk và Rozprza.